# Castelo de Molina de Aragão
O Castelo de Molina de Aragão, também conhecido como Fortaleza de Molina de los Caballeros, localiza-se no município de Molina de Aragão, província de Guadalajara,comunidade autónoma de Castela-Mancha,Espanha. Ergue-se na falda de um monte em posição dominante sobre a povoação e o vale do rio Gallo.

## História
A primitiva ocupação do local remonta a um castro celtibero. O actual castelo remonta a uma alcáçova erguida durante o período islâmico, entre o século X e o século XI, no qual se instalaram os governantes da Taifa de Molina. Quando esta fortificação esteve em poder de Abengalbon, alojou-se em suas dependências o Cid, quando foi exilado do Reino de Castela. Em posição estratégica para dominar os caminhos entre o Reino de Aragão e o de Castela, foi local de disputas até ser definitivamente arrebatado aos muçulmanos pelas forças de Afonso I de Aragão em 1129. Este, por sua vez, entregou o castelo e os seus domínios à Casa de Lara.
Foi declarado como Monumento Nacional em 3 de junho de 1931. Encontra-se sob a proteção da Declaração genérica do Decreto de 22 de abril de 1949, e da Lei n°16/1985 sobre o Património Histórico Espanhol.

Actualmente encontra-se em estado de ruína consolidada, e é possível visitá-lo gratuitamente, mediante solicitação.

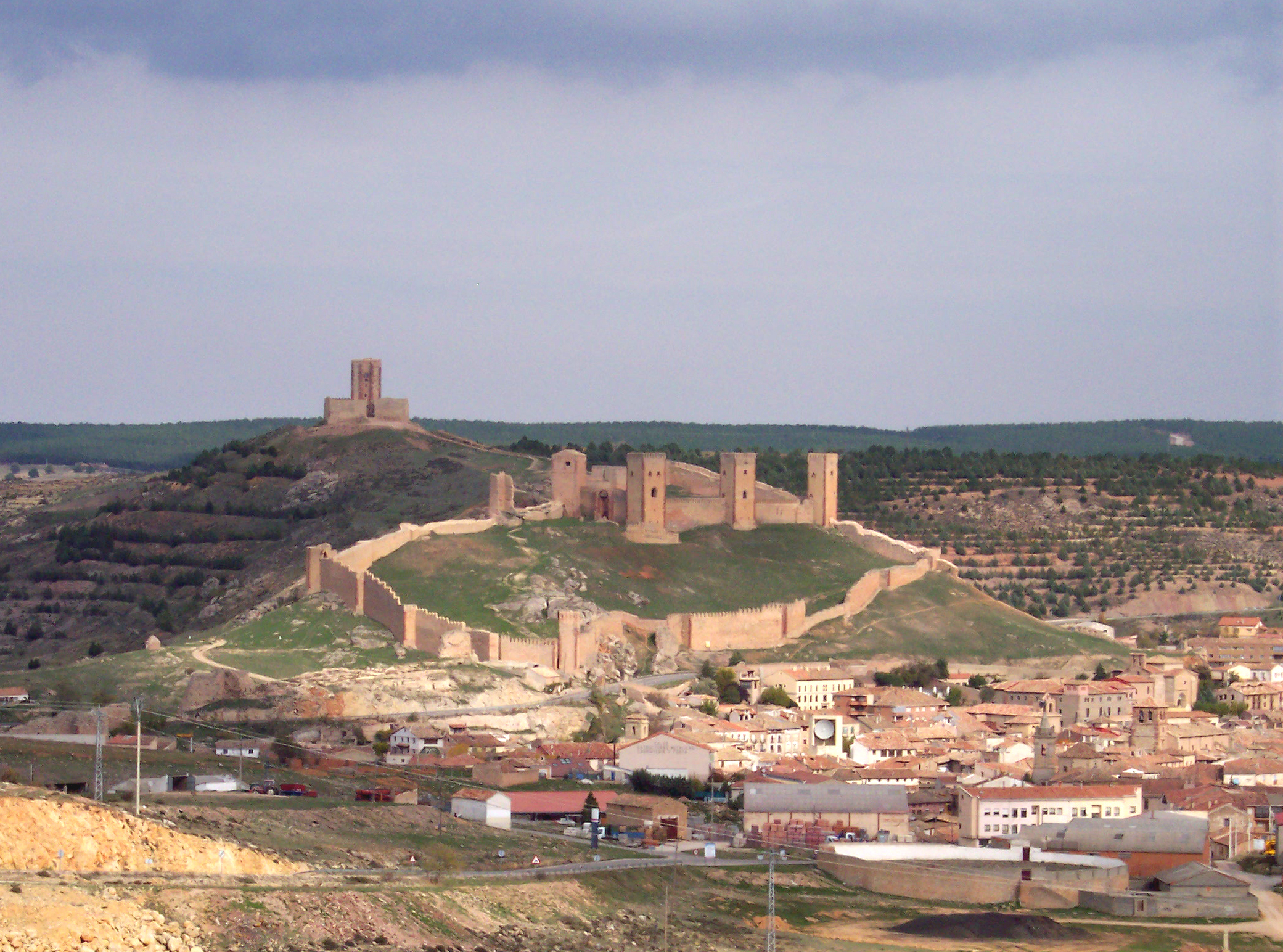